# エドワード・ハーレー (第5代オックスフォード＝モーティマー伯爵)
第5代オックスフォード＝モーティマー伯爵エドワード・ハーレー（英語: Edward Harley, 5th Earl of Oxford and Earl Mortimer、1773年2月20日 – 1848年12月30日）は、イギリスの貴族。

## 生涯
聖職者ジョン・ハーレー（1788年1月7日没、第3代オックスフォード＝モーティマー伯爵エドワード・ハーレーの次男）とローチ・ヴォーン（Roach Vaughan）の息子として、1773年2月20日に生まれた。ウェストミンスター・スクールで教育を受けた後、1791年1月21日にオックスフォード大学クライスト・チャーチに入学、1792年11月22日にM.A.の学位を、1793年7月3日にD.C.L.の学位を修得した。
1790年10月11日に伯父エドワードが死去すると、オックスフォード＝モーティマー伯爵の爵位を継承した。
イタリアを旅している最中の1803年、ヘンリー・ビッカースティース（1783年 – 1851年、後の初代ラングデイル男爵）が付添いの医者になり、1805年まで務めた。2人は友人になり、伯爵はビッカースティースのパトロンにもなった。1835年にはビッカースティースが伯爵の長女ジェーン・エリザベスと結婚した。
私生活では1804年にエウィアス・レイシ（Ewyas Lacy）のタイス（Tythe、面積の単位で10ハイドにあたる）を競売で売却した。
1848年12月30日、邸宅ブランプトン・ブライアン・ホールで死去、息子アルフレッドが爵位を継承した。

## 家族

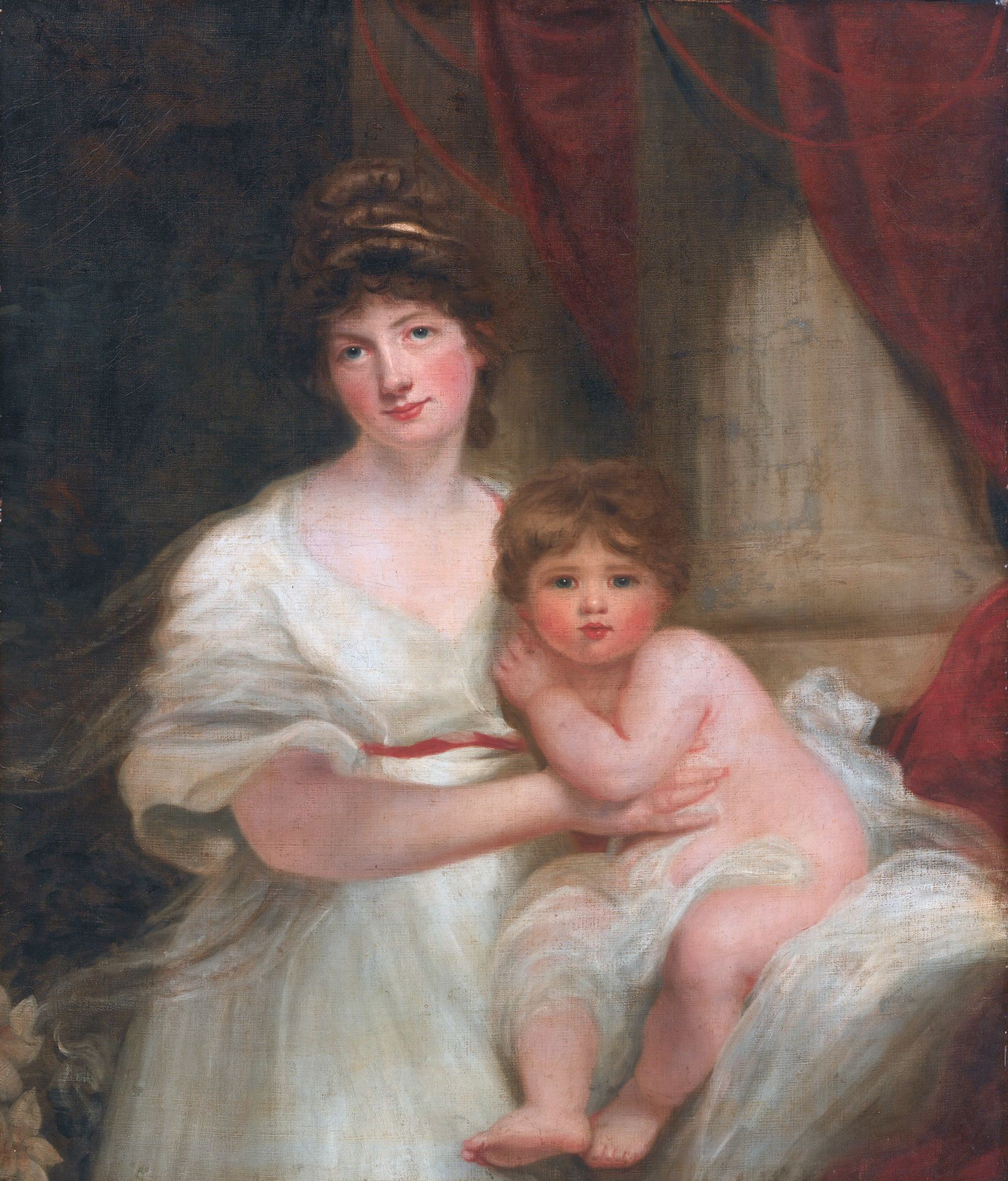
オックスフォード＝モーティマー伯爵夫人ジェーン・エリザベス・スコットと長女ジェーン・エリザベス・ハーレー

1794年3月3日、ジェーン・エリザベス・スコット（1774年 – 1824年）と結婚、下記の子女を儲けた。
- ジェーン・エリザベス（1796年3月2日 – 1872年9月1日 インスブルック） - 1835年8月17日、初代ラングデイル男爵ヘンリー・ビッカースティース（英語版）と結婚
- エドワード（1800年1月20日 – 1828年1月1日） - ハーレー卿の儀礼称号を使用した。1818年5月5日にオックスフォード大学クライスト・チャーチに入学したが、1828年1月1日にジャージー沖で溺死[2]
- シャーロット・メアリー（英語版）（1801年12月12日 – 1880年5月9日） - 1823年3月4日、アンソニー・ベーコン（英語版）と結婚
- アン（1803年7月31日 – 1874年5月18日 フィレンツェ） - ジョヴァンニ・バッティスタ・ラビッティ（Giovanni Battista Rabitti、1797年11月3日 – 1844年11月5日）と結婚、3子を儲けた[7]
- フランシス（1805年1月26日 – 1872年10月15日） - 1835年4月20日、ヘンリー・ヴェナブルス・ヴァーノン・ハーコート（Henry Venables Vernon Harcourt、1791年 – 1853年2月26日、エドワード・ヴェナブルス＝ヴァーノン＝ハーコート（英語版）の息子）と結婚[7][8]
- アルフレッド（1809年1月10日 – 1853年1月19日） - 第6代オックスフォード＝モーティマー伯爵
- モーティマー（1811年12月17日 – 1812年4月3日） - 夭折
- ルイーサ - 夭折

ジェーン・エリザベス・スコットは第6代バイロン男爵ジョージ・バイロンの愛人になったことで知られていたため、子供たちの本当の父が第5代オックスフォード＝モーティマー伯爵ではないとの噂が出回った。そのため、子供たちには「ハーレーの寄せ集め」（The Harleian Miscellany）という不名誉なあだ名が付けられた。